# Глубокая паутина (фильм)
«Глубокая паутина» (англ. Deep Web) — документальный фильм, снятый в 2015 году режиссёром Алексом Уинтером, в котором представлена хроника событий, связанных с анонимной торговой интернет-площадкой Silk Road, пиринговой платёжной системой Bitcoin и философией «глубокой паутины». Повествование идёт от энтузиаста биткоинов Киану Ривза. Премьера фильма состоялась на кинофестивале South By Southwest 2015 года и транслировалась 31 мая 2015 года телесетью Epix.

## Сюжет
В своём фильме Алекс Уинтер пытается показать как развивается Интернет, децентрализованный, зашифрованный, опасный и вне закона, делая особый акцент на судебные последствия. В картине рассказывается о действиях ФБР против торговой площадки Silk Road, через которую шла активная нелегальная торговля, в том числе запрещёнными психоактивными веществами.
Документальный фильм сопровождает исследование Росса Ульбрихта, создателя и владельца Silk Road, также представлены интервью с автором журнала Wired Энди Гринбергом и разработчиком проектов c открытым исходным кодом, в частности связанных с Bitcoin, Амиром Тааки.

## Участие
Помимо Ривза, Ульбрихта, Гринберга и Тааки, в съёмках фильма принимали участие Николас Кристин (специалист в области безопасности компьютерных и информационных систем, Университет Карнеги Меллон), Синди Кон (исполнительный директор Electronic Frontier Foundation), Джошуа Дрател (адвокат Ульбрихта), Руна Сандвик (исследователь в области цифровой безопасности), Тодд Шипли (бывший полицейский, эксперт в области киберпреступности и цифровой криминалистики), Кристофер Согоян (исследователь и активист в области конфиденциальности), Лин Ульбрихт (мать Росса Ульбрихта), Николас Уивер (специалист в области компьютерной безопасности) и Коди Уилсон (криптоанархист, изобретатель и правозащитник).

## Награды и номинации
| Год  | Фестиваль/Премия                  | Награда                   | Категория                                       | Номинанты/получатели                                                | Результат |
| ---- | --------------------------------- | ------------------------- | ----------------------------------------------- | ------------------------------------------------------------------- | --------- |
| 2015 | Кинофестиваль в Цюрихе            | Golden Eye                | Лучший международный документальный фильм       | Алекс Уинтер                                                        | Номинация |
| 2015 | Бруклинский кинофестиваль         | Festival Award            | Лучшая документальная фильм                     | Алекс Уинтер                                                        | Номинация |
| 2015 | Кинофестиваль в Монтклэре         | Премия Брюса Синофски     | За документальный фильм                         | Алекс Уинтер                                                        | Номинация |
| 2016 | Cinema Eye Honors Awards, US      | Cinema Eye Honors Award   | За выдающиеся достижения в теледокументалистике | Алекс Уинтер, Глен Зиппер, Марк Шиллер, Джилл Буркарт, Росс Бернард | Номинация |
| 2016 | Кинофестиваль Anthem в Лас-Вегасе | Top Audience Choice Award | Audience Choice                                 | Алекс Уинтер                                                        | Победа    |